# Bureau des ressources génétiques
Pour les articles homonymes, voir BRG.
Le bureau des ressources génétiques (BRG) est une structure nationale française fondée en 1983 ayant pour but d'organiser la collecte, la conservation et l'étude des ressources génétiques des espèces utilisées par l'homme. Il a aussi pour rôle de représenter la France dans les instances internationales. Son mandat en tant qu'organisme propre se clôt en 2008, avec sa fusion au sein de la FRB.

## Historique
Le bureau des ressources génétiques (BRG) est créé en 1983 par le ministère de la Recherche ; sa gestion a d'abord été confiée à une association, et le BRG est devenu un groupement d'intérêt scientifique (GIS) en 1993.
En 2008, il est regroupé avec l’institut français de la biodiversité (IFB) pour donner la fondation pour la recherche pour la biodiversité (FRB).

## Rôle
Le BRG est chargé :
- d'organiser la collecte et la conservation des ressources génétiques des espèces utilisées et sélectionnées par l'homme, et ce sous forme d'échantillons du patrimoine génétique animal, végétal et microbien ;
- de promouvoir la recherche dans le domaine de la conservation et de la gestion des ressources.

Ainsi, le BRG vise à sauvegarder les variétés végétales sélectionnées, les races animales et les souches microbiologiques utiles qui participent à l'histoire de l'homme et à son alimentation. Son objectif ultime est de contrer l'érosion croissante de la diversité de ce patrimoine due à l'abandon des variétés anciennes supposées moins productives et plus fragiles, et à l'homogénéisation des productions.
La conservation du patrimoine génétique se fait par aide à la préservation des espèces dans leur milieu lorsque c'est possible (conservation in situ), et par recueil et/ou cryoconservation des patrimoines génétiques (conservation ex situ). En ce qui concerne les espèces végétales cultivées, des réseaux informels associant acteurs publics et privés effectuent une conservation nécessitant des cycles de multiplication réguliers.
Le BRG cherche aussi à valoriser les savoirs locaux associés au patrimoine génétique qu'ils recouvrent et à en assurer ainsi la survie.

## Organisation
Le BRG est sous l'égide de plusieurs ministères : ceux de la Recherche, de l'Industrie, de l'Agriculture, de l'Environnement, de l'Outre-mer, et de la Coopération, ainsi que de divers instituts d'état : l'INRA, le MNHN, le CNRS, l'IRD, le CIRAD, le GEVES et l'Ifremer.
Le BRG assume aussi le rôle de représentant au niveau européen et mondial pour la France sur toutes ces questions de conservation du patrimoine génétique.